# Andrij Koniuszenko
Andrij Wiktorowycz Koniuszenko, ukr. Андрій Вікторович Конюшенко (ur. 2 kwietnia 1977 w Kijowie) – ukraiński piłkarz, grający na pozycji obrońcy, a wcześniej pomocnika.

## Kariera piłkarska

### Kariera klubowa
Wychowanek Szkoły Piłkarskiej w Kijowie. Na początku 1996 rozpoczął karierę piłkarską w klubie Nywa-Kosmos Mironówka, skąd latem przeszedł do Obołoni Kijów. Na początku 1998 podpisał kontrakt z Metałurhiem Zaporoże, w składzie którego 17 marca 1998 debiutował w Wyższej Lidze w meczu z Torpedem Zaporoże. W lutym 2001 został zaproszony do Szachtara Donieck. W marcu 2003 został wypożyczony na pół roku do Wołyni Łuck. Latem 2003 przeniósł się do Illicziwca Mariupol. W rundzie wiosennej sezonu 2004/05 grał na wypożyczeniu w Obołoni Kijów. Po wygaśnięciu kontraktu w czerwcu 2007 przeszedł do Zorii Ługańsk. W lipcu 2008 jako wolny agent podpisał kontrakt z Metalistem Charków. Latem 2009 powrócił do Obołoni Kijów. Latem 2010 został piłkarzem FK Połtawa. W styczniu 2012 ponownie wrócił do Obołoni, którą prowadził jego starszy brat Serhij. Ale po roku jednak powrócił do FK Połtawa.

## Sukcesy i odznaczenia

### Sukcesy klubowe
- mistrz Ukrainy: 2002
- wicemistrz Ukrainy: 2003
- brązowy medalista Mistrzostw Ukrainy: 2009
- zdobywca Pucharu Ukrainy: 2002

### Sukcesy indywidualne
- wybrany do listy 33 najlepszych piłkarzy roku na Ukrainie: 2000 (nr 3)